# Forêt de Boubín
 (janvier 2024).
Si vous disposez d'ouvrages ou d'articles de référence ou si vous connaissez des sites web de qualité traitant du thème abordé ici, merci de compléter l'article en donnant les références utiles à sa vérifiabilité et en les liant à la section « Notes et références ».
La forêt de Boubín est une forêt vierge de Tchéquie qui s’étend sur le flanc sud-est de la montagne de Boubín, dans la zone protégée des montagnes de Šumava. Composée de hêtres, de sapins et d'épicéas, elle est protégée depuis 1858. Les sapins et épicéas les plus anciens sont âgés de 300 à 400 ans. Le lac de Boubín est un réservoir artificiel créé en 1836, servant au flottage du bois des forêts de Boubín pour la verrerie.